# Johann Georg Hocheisen
Johann Georg Hocheisen (* 1677 in Ulm; † 21. Januar 1712 in Breslau) war ein deutscher Orientalist.

## Leben
Johann Georg Hocheisen wurde im Jahr 1677 in Ulm geboren. Später folgte er einem Ruf als Hofmeister nach Tübingen, danach in Wittenberg und anschließend in Hamburg. Er war auch Professor der orientalischen Sprachen am Magdalenen-Gymnasium in Breslau. Diese Stellung hielt er bis zu seinem Tode am 21. Januar 1712 inne.

## Werke
- De Ebraeorum vocalium officio et valore in constituendo syllabo (Wittenberg 1705)